# Fidji-Japon en rugby à XV
Cet article retrace les confrontations entre l'équipe des Fidji de rugby à XV et l'équipe du Japon de rugby à XV.  Les deux équipes se sont affrontées à quinze reprises dont par deux fois en Coupe du monde. Les Fidjiens ont remporté douze victoires contre trois pour les Japonais.

## Les confrontations
| No | Date              | Lieu                                               | Match         | Score   | Compétition              |
| -- | ----------------- | -------------------------------------------------- | ------------- | ------- | ------------------------ |
| 1  | 5 mars 1990       | Chichibunomiya Rugby Stadium, Shibuya, Japon       | Japon – Fidji | 6 – 32  | Test match               |
| 2  | 4 mai 1994        | Matsuyama, Japon                                   | Japon – Fidji | 24 – 18 | Test match               |
| 3  | 16 mai 1994       | Chichibunomiya Rugby Stadium, Shibuya, Japon       | Japon – Fidji | 20 – 12 | Test match               |
| 4  | 5 juin 1999       | Churchill Park, Lautoka, Fidji                     | Fidji – Japon | 16 – 9  | Pacific Rim Championship |
| 5  | 20 mai 2000       | Chichibunomiya Rugby Stadium, Shibuya, Japon       | Japon – Fidji | 22 – 47 | Pacific Rim Championship |
| 6  | 23 octobre 2003   | Dairy Farmers Stadium, Townsville, Australie       | Fidji – Japon | 41 – 13 | Coupe du monde (poule B) |
| 7  | 1er juillet 2006  | Stade Nagai, Osaka, Japon                          | Japon – Fidji | 15 – 29 | Pacific Nations Cup      |
| 8  | 26 mai 2007       | Churchill Park, Lautoka, Fidji                     | Fidji – Japon | 30 – 15 | Pacific Nations Cup      |
| 9  | 12 septembre 2007 | Stadium, Toulouse, France                          | Japon – Fidji | 31 – 35 | Coupe du monde (poule B) |
| 10 | 22 juin 2008      | Stade olympique, Tokyo, Japon                      | Japon – Fidji | 12 – 24 | Pacific Nations Cup      |
| 11 | 3 juillet 2009    | Stade national, Suva, Fidji                        | Fidji – Japon | 40 – 39 | Pacific Nations Cup      |
| 12 | 12 juin 2010      | Churchill Park, Lautoka, Fidji                     | Fidji – Japon | 22 – 8  | Pacific Nations Cup      |
| 13 | 13 juillet 2011   | Churchill Park, Lautoka, Fidji                     | Fidji – Japon | 13 – 24 | Pacific Nations Cup      |
| 14 | 5 juin 2012       | Mizuho Rugby Stadium, Nagoya, Japon                | Japon – Fidji | 19 – 25 | Pacific Nations Cup      |
| 15 | 1er juin 2013     | Churchill Park, Lautoka, Fidji                     | Fidji – Japon | 22 – 8  | Pacific Nations Cup      |
| 16 | 29 juillet 2015   | BMO Field, Toronto Canada                          | Fidji – Japon | 27 – 22 | Pacific Nations Cup 2015 |
| 17 | 26 novembre 2016  | Churchill Park, Lautoka Fidji                      | Fidji – Japon | 38 – 25 | Match test               |
| 18 | 27 juillet 2019   | Kamaishi Recovery Memorial Stadium, Kamaishi Japon | Japon – Fidji | 34 – 21 | Pacific Nations Cup      |
| 19 | 5 août 2023       | Prince Chichibu Memorial Stadium, Tokyo Japon      | Japon – Fidji | 12 – 35 | Test match               |